# Hans Fischer
về họa sĩ người Thụy Sĩ, xem Hans Fischer (họa sĩ)
Hans Fischer (27.7.1881 – 31.3.1945) là một nhà hóa học hữu cơ người Đức, đã đoạt giải Nobel Hóa học năm 1930.

## Tiểu sử

### Thời niên thiếu
Fischer sinh tại Höchst on Main. Cha là Dr. Eugen Fischer – giám đốc hãng Kalle & Co ở Wiesbaden kiêm Privatdozent ở trường Cao đẳng Kỹ thuật Stuttgart - mẹ là Anna Herdegen.
Ông học tiểu học ở Stuttgart, rồi học "Humanistisches Gymnasium" ở Wiesbaden, tốt nghiệp năm 1899. Sau đó ông học hóa học và y học, ban đầu ở Đại học Lausanne rồi Đại học Marburg.
Ông tốt nghiệp cử nhân năm 1904, và tiến sĩ y khoa năm 1908.

### Sự nghiệp
Ban đầu, ông làm việc ở một bệnh xá ở München, sau đó ở "Viện Hóa học Berlin thứ nhất" (First Berlin Chemical Institute) dưới sự lãnh đạo của Emil Fischer.
Năm 1911, ông trở lại München và một năm sau làm giảng viên về khoa nội (y học). Năm 1913 ông làm giảng viên khoa sinh lý học ở "Viện Sinh lý München". Năm 1916 ông trở thành giáo sư môn Hóa Y (Medical Chemistry) ở Đại học Innsbruck rồi chuyển sang Đại học Wien năm 1918.
Từ năm 1921 tới khi qua đời, ông đảm nhiệm chức giáo sư môn hóa học hữu cơ ở Đại học Kỹ thuật München.
Công trình khoa học chủ yếu của Fischer liên quan tới việc nghiên cứu về sắc tố trong máu, mật và chất diệp lục ở lá cây, cũng như về hóa học của pyrrole từ đó xuất ra các sắc tố.
Công trình quan trọng nhất của ông là việc tổng hợp bilirubin và heme. Ông nhận được nhiều vinh dự và giải Nobel Hóa học năm 1930 cho công trình này. Hố trên Mặt Trăng Fischer được đặt theo tên ông (và Hermann Emil Fischer) năm 1976.

### Đời tư
Fischer kết hôn với Wiltrud Haufe năm 1935. Ông tự sát ở München sau khi công trình và viện (nơi ông làm việc) bị phá hủy trong những ngày cuối cùng của Chiến tranh thế giới thứ hai.